# 大西亜玖璃の「あなたにアグリー」
『大西亜玖璃の「あなたにアグリー」』（おおにしあぐりのあなたにアグリー）は、アイドル専門チャンネルPigooで放送、およびニコニコ生放送で配信されているバラエティ番組である。『大西亜玖璃の「あなたにアグリー♥」』の表記も見られる。

## 番組概要
2020年7月18日開始。大西亜玖璃の看板番組。
ゲスト声優を呼び街歩きをする番組としてスタートしたが、新型コロナウイルス拡大防止対策のため、スタジオ内で即興芝居を行う企画も増えている。
ロケ地についてはゲストの希望を優先させており、行きたい場所、もしくは大西を連れていきたい場所を選んでもらっている。

## 出演者
- 大西亜玖璃

## 放送回
| 放送回 | 初回放送日     | ゲスト                                                           | 備考                                               |
| ------ | -------------- | ---------------------------------------------------------------- | -------------------------------------------------- |
| #1     | 2020年 7月18日 | 逢田梨香子                                                       | お台場旅前編                                       |
| #2     | 8月16日        | 逢田梨香子                                                       | お台場旅後編                                       |
| #3     | 9月18日        | 直田姫奈、占い天使オッティモちゃん                               |                                                    |
| #4     | 10月16日       | 直田姫奈、占い天使オッティモちゃん                               |                                                    |
| #5     | 11月20日       | 楠木ともり                                                       |                                                    |
| #6     | 12月18日       | 楠木ともり                                                       |                                                    |
| #7     | 2021年 1月18日 | 前田佳織里                                                       | すみだ水族館編                                     |
| #8     | 2月19日        | 前田佳織里                                                       | すみだ水族館後編                                   |
| #9     | 3月19日        | 社本悠                                                           | キッチンスタジオ編                                 |
| #10    | 4月16日        | 社本悠                                                           | キッチンスタジオ後編                               |
| #11    | 5月16日        | 大西亜玖璃、逢田梨香子、直田姫奈、楠木ともり、前田佳織里、社本悠 | VSあぐぽんSP総集編                                 |
| #12    | 6月18日        | 竹達彩奈                                                         | アクセサリーを作る編                               |
| #13    | 7月16日        | マチーデフ、竹達彩奈                                             | ラップでジングル                                   |
| #14    | 8月20日        | 矢野妃菜喜                                                       | 猫カフェ編                                         |
| #15    | 9月17日        | 矢野妃菜喜                                                       | 猫カフェ編後編                                     |
| #16    | 10月18日       | 大空直美                                                         | 上野周辺編                                         |
| #17    | 11月19日       | 大空直美                                                         | 上野周辺編                                         |
| #18    | 12月17日       | 首藤志奈                                                         | 豆柴カフェへお出かけ                               |
| #19    | 2022年 1月21日 | 首藤志奈                                                         | 豆柴カフェへお出かけ後編                           |
| #20    | 2月18日        | 田中ちえ美                                                       | 激辛の聖地「赤い壺」前編                           |
| #21    | 3月18日        | 田中ちえ美                                                       | 激辛の聖地「赤い壺」後編                           |
| #22    | 4月17日        | 村上奈津実                                                       | お魚釣りにチャレンジ                               |
| #23    | 5月20日        | 村上奈津実                                                       | 釣り堀後編                                         |
| #24    | 6月17日        | 久保田未夢、びびこ                                               | 癖の強い占い師前編                                 |
| #25    | 7月17日        | 久保田未夢、びびこ                                               | 癖の強い占い師後編                                 |
| #26    | 8月19日        | 高柳知葉                                                         | 謎解きカフェへ                                     |
| #27    | 9月16日        | 高柳知葉                                                         | 続謎解きカフェ、VSあぐぽん                         |
| #28    | 10月21日       | 千春                                                             | ボードゲームカフェへ                               |
| #29    | 11月18日       | 千春                                                             | ボードゲームカフェ後編                             |
| #30    | 12月26日       | 岩井映美里                                                       | かわいい×かわいい                                  |
| #31    | 2023年 1月20日 | 岩井映美里                                                       | もふもふと触れ合ってきました                       |
| #32    | 2月17日        | 園山ひかり                                                       | ファブリクミストを作りに青山に                     |
| #33    | 3月17日        | 園山ひかり                                                       | ファブリクミスト作り後編                           |
| #34    | 4月16日        | 村上奈津実、久保田未夢、高柳知葉、千春、岩井映美里、園山ひかり   | VSあぐぽん総集編                                   |
| #35    | 5月19日        | 法元明菜                                                         | 古着デートにテーブルゲーム                         |
| #36    | 6月16日        | 法元明菜                                                         | 下北沢の古着屋さんデート                           |
| #37    | 7月16日        | 希水しお                                                         | 屋内アスレチックでトランポリン                     |
| #38    | 8月16日        | 希水しお                                                         | クライミング編                                     |
| #39    | 9月16日        | 山田美鈴                                                         | 山田との距離を詰めるためテーブルゲームをする       |
| #40    | 10月20日       | 山田美鈴                                                         | 鋳造体験                                           |
| #41    | 11月17日       | 大熊和奏                                                         | 和文化体験座禅編                                   |
| #42    | 12月17日       | 大熊和奏                                                         | 茶道を体験                                         |
| #43    | 2024年 1月19日 |                                                                  | スリランカ料理&スパイスカレー作りにチャレンジ      |
| #44    | 2月16日        |                                                                  | クッキングとおたよりスペシャル                     |
| #45    | 3月17日        | 林鼓子                                                           | 林鼓子と足湯カフェトーク                           |
| #46    | 4月19日        | 林鼓子                                                           | 後編は足湯に浸かりながらマッサージ                 |
| #47    | 5月17日        |                                                                  | まもなく4周年VSあぐぽん&お便りスペシャル！（前編） |
| #48    | 6月16日        |                                                                  | まもなく4周年VSあぐぽん&お便りスペシャル！（後編） |
| #49    | 7月19日        | 降幡愛                                                           | お花見デート、のはずが大雨＆桜開花してない         |
| #50    | 8月16日        | 降幡愛                                                           | お花見デート、室内でおしゃべりとゲーム             |
| #51    | 9月16日        | ペイトン尚未                                                     | ペイトン尚未さんと動物ふれあいデート（前編）       |
| #52    | 10月18日       | ペイトン尚未                                                     | ペイトン尚未さんと動物ふれあいデート（後編）       |
| #53    | 11月17日       | 直田姫奈                                                         | そば打ちデート                                     |
| #54    | 12月20日       | 直田姫奈                                                         | ボードゲームをしながら、実食                       |
| #55    | 2025年 1月16日 | 逢田梨香子                                                       | 3Dフィギュア作製体験デート                         |
| #55    | 2月16日        | 逢田梨香子                                                       | 3Dフィギュア完成。                                 |

## スタッフ
- 制作協力：テンフィート[27]
- 制作著作：つくばテレビ